# 緬甸晶宮
緬甸晶宮是一隊創立於2012年的香港本地業餘足球隊，後來轉型為創作團隊，與尹光合唱一曲後，因而為人熟悉。

## 背景
緬甸晶宮於2012年成立，起初為一隊業餘足球隊，隊員總共有17人。其後，以「meendeenjinggung」之名在Instagram開設戶口，以賤嘴幽默形式撰寫球隊事宜，後來內容主打圍繞富二代秘史，迅即成為年青人追捧的網上cult團體，現有約95,500人关注。

## 作品
2013年，筆華棋跟形象指導馬天佑聯手打造相片故事集《七宗罪》，當中的「色慾」篇首次公開了「緬甸晶宮」隊名的由來。
2014年，適逢世界盃，兩位主腦誠邀廟街歌王尹光合唱一曲：《緬甸晶宮（主題曲）》，歌詞由兩位主腦包辦，主題圍繞足球小將，內容講述年輕人追夢以及代溝問題。
MV更邀請到盧海鵬（飾演 小志強）、魯芬（飾演 健威）、戴志偉（飾演 戴志偉）、歐偉倫（飾演 歐偉倫），陣容鼎盛，成為網絡界及足球界一時佳話。
2015年，筆華棋為其新書《賺錢買維他奶》製作了一首主題曲《有一種無奈叫富二代》，成為了「緬甸晶宮」第二首歌曲作品，歌詞及內容點綴了書中的精髓，關於現今那年輕人面對的煩惱。歌曲MV製作認真，例如為了響應書中角色背景，租下了7-11便利店實地拍攝外，更借來多輛超級跑車助陣，演員方面則有2015年國際小姐（香港區代表）楊埕以及香港著名女rapper及主播譚淇淇客串演出。可是由於MV場面大膽，所以網上評論好壞參半。

## 外部連結
- 緬甸晶宮 Instagram （页面存档备份，存于）
- 緬甸晶宮 Facebook （页面存档备份，存于）